# 黎偓佺
黎偓佺（越南语：／，?—?），越南前黎朝、越南李朝大臣。
1008年，前黎朝皇帝黎卧朝封義子黎偓佺為三原王，一作二原王。李朝建立后，李太祖赐姓黎偓佺为李姓。1030年四月，李太宗派遣大僚班黎偓佺，員外郎阮曰親到宋朝報聘。1031年六月丁酉，北宋记录南平王李德政（李太宗）遣知峰州刺史李偓佺、知愛州刺史師日新等來謝加恩。宋仁宗以李偓佺為檢校司徒、驩州刺史、安南靜海行軍司馬，師日新為檢校司空、珍州刺史、安南靜海節度副使。